# Rakousko na Letních olympijských hrách 2004
Rakousko na Letních olympijských hrách 2004 v Athénách reprezentovalo 74 sportovců, z toho 54 mužů a 20 žen. Nejmladší účastnicí byla Mirna Jukic (18 let, 129 dní), nejstarší pak Harald Riedl (42 let, 363 dní). Celkem Rakousko získalo 7 medailí, z toho 2 zlaté 4 stříbrné a 1 bronzovou.

## Medailisté
| Medaile | Jméno                              | Sport             | Disciplína               |
| ------- | ---------------------------------- | ----------------- | ------------------------ |
| Zlato   | Roman Hagara Hans-Peter Steinacher | Jachting          | třída Tornado            |
| Zlato   | Kate Allen                         | Triatlon          | ženy                     |
| Stříbro | Claudia Heillová                   | Judo              | ženy 63 kg               |
| Stříbro | Markus Rogan                       | Plavání           | muži 100 m znak          |
| Stříbro | Markus Rogan                       | Plavání           | muži 200 m znak          |
| Stříbro | Andreas Geritzer                   | Jachting          | muži Třída Laser         |
| Bronz   | Christian Planer                   | Sportovní střelba | muži 50 m puška 3 pozice |